# Puente Chiapas
El puente Chiapas es un puente de México que cruza la presa Nezahualcóyotl, también conocida como Presa Malpaso, situada en el estado de Chiapas. Fue inaugurado el 22 de diciembre de 2003.
Es parte del tramo de conexión entre Las Choapas, Raudales Malpaso y Ocozocoautla de Espinosa. El puente está realizado a base de estructura metálica con una longitud de 1.208 metros en su primer tramo y 631 metros para el segundo, su anchura es de 10 metros. Cuenta con dos carriles de circulación y se integra al tramo Las Choapas Raudales, Ocozocuautla, de la autopista federal Cosoleacaque-Tuxtla Gutiérrez.
La colocación de subestructuras se realizó mediante transporte por flotación y la superestructura del puente se colocó mediante el procedimiento de empujado.
Su altura máxima es de unos 80 metros, con una altura de las columnas de 5,5 m y anchura de las mismas de 10 m.
El puente fue construido por encargo de la Secretaría de Comunicaciones y Transportes. El diseño corrió a cargo de Tríada Diseño, Gerencia y Construcción y la realización de la obra estuvo a cargo de ICA, Ingenieros Civiles Asociados. (ICA)
Recibió en 2005 el Premio Liberman a la mejor obra y el Primer lugar otorgado por la Cámara Mexicana de la Industria de la Construcción.